# Bernard Freyberg
Bernard Cyril Freyberg, 1st Baron Freyberg (Richmond (Surrey), 21 maart 1889 – Windsor, 4 juli 1963) was een van geboorte Brits-Nieuw-Zeelandse officier die diende tijdens de Tweede Wereldoorlog. Hij was van 1946 tot 1952 gouverneur-generaal van Nieuw-Zeeland.

## Eerste jaren
Freyberg werd geboren in Richmond bij Londen en vertrok toen hij twee jaar was met zijn ouders naar Nieuw-Zeeland. Hij studeerde van 1897 tot 1904 aan het Wellington College. Hij was een goede zwemmer en won in 1906 en 1910 de Nieuw-Zeelandse 100 meter zwemwedstrijden. Op 22 mei 1911 ontving Freyberg een registratie als tandarts en werkte daarna als assistent-tandarts in Morrinsville, Hamilton en Levin. 

## Eerste Wereldoorlog
Freyberg verliet in maart 1914 Nieuw-Zeeland. Dossiers van hem zijn er in San Francisco en Mexico, waar hij deel nam aan de burgeroorlog daar. Toen de Eerste Wereldoorlog uitbrak reisde hij in augustus 1914 naar Groot-Brittannië en nam dienst bij het Nieuw-Zeelandse Hauraki-regiment. Aan het einde van 1914 ontmoette hij Winston Churchill en vroeg hem om een commando in het Hood Bataljon in de nieuwgevormde Royal Naval Division.
In 1915 was Freyberg betrokken bij de Slag om Gallipoli. Tijdens de geallieerde landingen om de Dardanellen te veroveren kwam hij in de Golf van Saros aan land. Voor zijn verdiensten tijdens de slag werd hij onderscheiden met de Orde van Voorname Dienst (DSO). Hij liep tijdens de gevechten diverse verwondingen op en werd daarop in januari 1916 geëvacueerd. 
In mei 1916 werd Freyberg benoemd tot kapitein bij het King's (Royal West Surrey) Regiment. Echter bleef hij tijdelijk majoor bij het Hood Bataljon en ging daarmee naar Frankrijk. Tijdens de laatste gevechten van de Slag aan de Somme voerde hij het bevel over een bataljon als tijdelijk luitenant-kolonel en slaagde erin om het dorp Beaucourt te veroveren. Hij ontving hiervoor het Victoria Cross.
Freyberg werd bevorderd tot tijdelijk Brigade-Generaal (ondanks dat zijn permanente rang kapitein was) en kreeg in april 1917 het bevel over een brigade in de 58e Divisie. Hij werd in 1917 met de benoeming tot Lid in de Orde van Sint-Michaël en Sint-George. In september 1917 ontplofte een granaat bij zijn voeten en Freyberg raakte gewond. Toen hij in januari 1918 terugkeerde kreeg hij het bevel over de 88e Brigade, 29e Divisie. Hij ontving in september 1918 een gesp aan zijn DSO.
Freyberg eindigde de oorlog met het commando over een cavalerie-eenheid van de 7th Dragoon Guards. Zijn taak was om een brug bij Lessines in te nemen en hiervoor ontving hij een derde gesp aan zijn DSO. Aan het einde van de oorlog ontving hij ook de Franse Croix de Guerre 1914-1918.

## Interbellum
Aan het begin van 1919 werd Freyberg als vredessoldaat toegevoegd aan de Grenadier Guards. Van 1921 tot 1925 was hij stafofficier in het hoofdkwartier van de 44e Divisie. Hij leed aan gezondheidsproblemen die voortvloeiden uit de vele verwondingen die hij tijdens de oorlog had opgelopen. Tijdens de Britse verkiezingen van 1922 lukte het hem niet om namens het kiesdistrict Cardiff South als onafhankelijke Liberaal te worden gekozen. Hij was 1928 tot 1930 de Nieuw-Zeelandse vertegenwoordiger in het Internationaal Olympisch Comité.
In 1927 werd Freyberg bevorderd tot majoor en hij was tot februari 1929 General Staff Officer 2 bij het hoofdkwartier van Eastern Command. Daarna werd hij bevorderd tot luitenant-kolonel en benoemd tot bevelhebber van het 1ste Bataljon van het Manchester Regiment. In 1931 werd hij benoemd tot assistant-quartermaster-general bij Southern Command. In september 1933 was Freyberg General Staff officer 1 bij de War Office en hij werd in juli 1934 bevorderd tot generaal-majoor. Freyberg werd in 1936 benoemd tot Lid in de Orde van het Bad.

## Tweede Wereldoorlog
In 1937 keurde het Britse leger Freyberg af wegens hartproblemen. Maar na de uitbraak van de Tweede Wereldoorlog keerde hij in december 1939 terug op de actieve lijst. Kort daarop volgde de benoeming tot bevelhebber van het 2e Nieuw-Zeelandse Expeditieleger en van de 2de Nieuw-Zeelandse divisie.
Ten tijde van de chaotische terugtrekking in de Slag om Griekenland kreeg Freyberg in 1941 het commando over de geallieerde troepen tijdens de Slag om Kreta. Freyberg werd bevorderd tot luitenant-generaal en benoemd tot Commandeur in de Orde van het Britse Rijk.
Freyberg bleef tijdens de Noord-Afrikaanse Veldtocht en de Italiaanse Veldtocht als onderdeel van het Britse Achtste Leger bevel voeren over de 2de Nieuw-Zeelandse Divisie. Hij had een uitstekende reputatie als een tacticus op divisie-niveau. Churchill beschreef hem als “salamander” om zijn liefde voor vuur en om altijd in het midden van de actie te staan. Freyberg had vaak onenigheden met generaal Claude Auchinleck die zijn directe superieur was en was van mening dat hij als commandant van een nationaal contingent het recht had om orders te weigeren indien deze botsten met het Nieuw-Zeelands nationale belang. Aan de andere kant had Freyberg een goede relatie met generaal Bernard Montgomery. Tijdens de Tweede Slag bij El Alamein van oktober-november 1942 had de Nieuw-Zeelandse Divisie een belangrijke rol gespeeld in de geallieerde doorbraak. Freyberg werd vanwege zijn leiderschap bevorderd tot Commandeur in de Orde van het Bad.
Hij raakte in september 1944 gewond bij een vliegtuigongeluk. Na zes weken in het ziekenhuis keerde hij terug als bevelhebber van de Nieuw-Zeelandse Divisie en was betrokken bij hun laatste militaire operaties, die bestonden uit een aantal rivieren oversteken. De divisie rukte binnen drie weken 402 kilometer op. Tijdens de Duitse capitulatie had de Nieuw-Zeelandse divisie Trieste bereikt en ontmoette daar de Joegoslavische partizanen onder leiding van generaal Drapšin. De divisie had inmiddels zowel Padua als Venetië bevrijd. In juli 1945 werd een derde gesp toegevoegd aan zijn DSO en werd hij ook benoemd tot Commandeur in het Amerikaanse Legioen van Verdienste. 
Tegen de tijd dat hij zich terugtrok als bevelhebber van zijn divisie accepteerde Freyberg op 22 november 1945 de benoeming tot gouverneur-generaal van Nieuw-Zeeland. Hij werd in mei 1946 benoemd tot Ridder Grootkruis in de Orde van Sint-Michaël en Sint-George en verliet kort daarna Groot-Brittannië.

## Na de Tweede Wereldoorlog
Freyberg was van 1946 tot 1952 gouverneur-generaal van Nieuw-Zeeland. In deze post speelde hij een actieve rol en bezocht alle delen van Nieuw-Zeeland en zijn afhankelijke gebieden.
In 1951 ontving Freyberg een peerage: Baron Freyberg of Wellington in New Zealand and of Munstead in the County of Surrey. Na zijn periode van gouverneur-generaal van Nieuw-Zeeland keerde Freyberg terug naar Groot-Brittannië en was daar lid van het Hogerhuis. Op 1 maart 1953 werd hij plaatsvervangend constable en Lieutenant-Governor van Windsor Castle; hij betrok de residentie in de Norman Gateway in 1954. In 1955 werd in Palmerston North in Nieuw-Zeeland de naar hem genoemde Freyberg High School geopend 
Freyberg stierf op 4 juli 1963 in Windsor aan een breuk in een van zijn oorlogswonden en werd begraven op de begraafplaats van St. Martha on the Hill vlak bij Guildford in Surrey.

## Militaire loopbaan
- Captain: 19 mei 1916[3]
- Tijdelijk Lieutenant-Colonel:[3]
  - 19 mei 1916 - 14 november 1916
  - 25 februari 1917 - 20 april 1917
- Tijdelijk Brigadier general:[4][3]
  - 21 april 1917 - 20 december 1917
  - 22 januari 1918 - 15 maart 1919
- Captain: 5 maart 1919[3]
  - Anciënniteit 25 september 1917
- Titulair Major: 3 juni 1917[3]
- Major: 3 juni 1927[5][3]
- Titulair Lieutenant-Colonel: 1 januari 1918[3]
- Lieutenant-Colonel: 4 februari 1929[6][3]
- Colonel: 6 maart 1931[7][3]
  - Anciënniteit: 1 januari 1922[7]
- Major-General: 16 juli 1934[8][3]
  - (Wachtgeld 16 oktober 1934) (uitdiensttreding 16 oktober 1937)
- Major-General: 23 september 1943[3]
  - Anciënniteit: 2 november 1939
- Tijdelijk Lieutenant-General: 1 maart 1942 - 27 november 1945[3]

Nieuw-Zeelandse strijdkrachten
- Lieutenant-General: 28 november 1945[3]
  - Anciënniteit: 8 mei 1943

## Onderscheidingen
- Victoria Cross op 15 december 1916[9][3]
- Ridder Grootkruis in de Orde van Sint-Michaël en Sint-George op 29 januari 1946[10][3]
- Ridder Commandeur in de Orde van het Bad op 24 november 1942[11][3]
- Ridder Commandeur in de Orde van het Britse Rijk in 1942[3]
- Lid in de Orde van het Bad op 1 januari 1936[12][3]
- Lid in de Orde van Sint-Michaël en Sint-George in 1919[3]
- Orde van Voorname Dienst & drie gespen op 3 juni 1915[13][14][3]
  - Gesp op 1 februari 1919[13][3]
  - Gesp op 8 maart 1919[15][3]
  - Gesp op 5 juli 1945[16][3]
- Ridder in de Orde van Sint-Jan in december 1945[13][17]
- Croix de Guerre (Frankrijk)
- Commander in het Legioen van Verdienste (Verenigde Staten) op 2 augustus 1945[18][3]
- Oorlogskruis (Griekenland), 1e klasse op 10 april 1942[19][3]
- Britse Oorlogsmedaille[3]
- 1914 Ster[3]
- Overwinningsmedaille (Verenigd Koninkrijk)[3]
- Grootkruis in de Orde van George I met Zwaarden op 20 juni 1944[3]
- Dagorder (Mentioned in dispatches)
  - 12 juli 1916[20]
  - 15 december 1946[21]
  - 23 juni 1943[22]
  - 29 november 1945[23]